# Serafín Vegas
Serafín Vegas González (Navamorcuende, 30 de septiembre de 1945-Madrid, 28 de marzo de 2020) fue un historiador y filósofo español, especialista en historia del pensamiento.

## Biografía
Estudió Filosofía y Letras en la Universidad Complutense de Madrid, doctorándose posteriormente en filosofía en la Universidad de Valencia. Trabajó como profesor en diversos institutos de enseñanza media de Santiago de Compostela, Valencia y Madrid. 
Pasó a la Universidad de Alcalá en 1983, como catedrático en su Escuela Universitaria de Formación de Profesorado. En 1986 se convierte en profesor titular de la misma y coordinador del Área de Filosofía, llegando a ser catedrático en 2001 y posteriormente emérito.
Fue miembro del Consejo del Instituto Franklin de Investigación en Estudios Norteamericanos.
Entre sus libros destacan Toledo en la historia del pensamiento español renacentista (1985), La Escuela de Traductores de Toledo en la historia del pensamiento (1998) y El "Quijote" desde la reivindicación de la racionalidad (2006). Además, publicó numerosos artículos en libros y revistas de investigación.

## Premios y distinciones
Recibió en dos ocasiones el premio San Ildefonso de Investigación por el Ayuntamiento de Toledo, además de recibir la Orden de las Palmas Académicas de la República Francesa y la Encomienda de Alfonso X el Sabio.

## Obras
- El "Quijote" desde la reivindicación de la racionalidad (2006)
- Richard Rorty (1931-)
- La Escuela de Traductores de Toledo en la historia del pensamiento (1998)
- Sócrates y el problema del conocimiento: ensayos sobre el Menón
- Tolerancia, ideología y disidencia: la historia del pensamiento castellano-manchego, desde los años finales del siglo XI hasta el siglo XVII
- Toledo en la historia del pensamiento español renacentista (1985)
- Literatura y disidencia en la obra de Silverio Lanza
- Sócrates y los sofístas